# Andreas Bjelland
Andreas Bjelland, född 11 juli 1988, är en dansk före detta fotbollsspelare (mittback). Bjelland har spelat för Danmarks U16, U18, U19 och U21-landslag samt deras seniorlandslag. Han är assisterande tränare i Lyngby.
Bjelland är en flexibel spelare som även kan spela som ytterback och central mittfältare.

## Tidigt liv
Andreas Bjelland föddes av en norsk far och en dansk mor. Han spelade som ung för BK Søllerød-Vedbæk innan han i november 2001 flyttade till Lyngby BK, där han spelade för klubbens U17 och U19-lag.

## Seniorkarriär

### Lyngby
Den 20 september 2006 gjorde Bjelland sin seniordebut för Lyngby BK i danska cupen. Han spelade 46 ligamatcher och gjorde ett mål under sin tid i klubben.

### FC Nordsjælland
Bjelland gick sommaren 2009 till rivalerna FC Nordsjælland, där han snabbt anpassade sig i A-laget. I januari 2011 tackade Bjelland nej till en flytt till belgiska Club Brugge, trots att det var förväntat att han inom en snar framtid skulle flytta till en större utländsk klubb.

### FC Twente
Den 6 november 2011 meddelades det att Bjelland skrivit på ett fyraårskontrakt med nederländska FC Twente. Han anslöt till de tidigare ligamästarna sommaren 2012.

### Brentford
Den 2 juli 2015 värvades Bjelland av engelska Championship-laget Brentford, där han skrev på ett treårskontrakt.

### FC Köpenhamn
Den 9 juli 2018 värvades Bjelland av FC Köpenhamn, där han skrev på ett fyraårskontrakt. Första matchen som Bjelland spelade för FC Köpenhamn var Europa League-matchen mot finska KuPS den 19 juli 2018.

### Lyngby
Den 15 juli 2021 lånades Bjelland ut till Lyngby på ett säsongslån. I maj 2022 skrev han därefter på ett ettårskontrakt med Lyngby.
I januari 2025 avslutade Bjelland sin spelarkarriär och blev istället assisterande tränare i Lyngby.

## Landslagskarriär
Den 17 november 2010 gjorde Bjelland sin seniordebut för Danmark i en 0-0-match mot Tjeckien. Bjelland var återigen uttagen av förbundskaptenen Morten Olsen inför kvalmatcherna till EM 2012 mot Cypern och Portugal. Han fick spela i båda matcherna.
Den 6 december 2011 blev Bjelland uttagen till Danmarks Thailand-turné i januari.

## Meriter

### Klubblag
- Superligaen:
  - Mästare: 2011–12
- Danska cupen:
  - Vinnare (2): 2009–10, 2010–11

### Webbkällor
- Andreas Bjelland på Soccerway (engelska)
- Andreas Bjelland på National-Football-Teams.com (engelska)
- Profil på FCN.dk (danska)
- Profil på DBU.dk (danska)